# Organoide cerebral
Um organoide neural, ou cerebral, descreve um tecido cultivado artificialmente, in vitro, semelhante a partes do cérebro humano. Os organoides neurais são criados através da cultura de células-tronco pluripotentes em uma cultura tridimensional que pode ser mantida por anos. O cérebro é um sistema extremamente complexo de tecidos heterogêneos e consiste em um conjunto diversificado de neurônios e células gliais. Essa complexidade tornou o estudo do cérebro e a compreensão de seu funcionamento uma tarefa difícil na neurociência, principalmente quando se trata de doenças do neurodesenvolvimento e neurodegenerativas. O objetivo da criação de um modelo neurológico in vitro é estudar essas doenças em um ambiente mais definido. Este modelo 3D está livre de muitas limitações potenciais in vivo. A variação da fisiologia entre os modelos humanos e de outros mamíferos limita o escopo dos estudos em animais em distúrbios neurológicos. Os organoides neurais contêm vários tipos de células nervosas e possuem características anatômicas que recapitulam regiões do sistema nervoso. Alguns organoides neurais são mais semelhantes aos neurônios do córtex. Em alguns casos, a retina, a medula espinhal, o tálamo e o hipocampo. Outros organoides neurais não são guiados e contêm uma diversidade de células neurais e não neurais. As células-tronco têm potencial para crescer em muitos tipos diferentes de tecidos e seu destino depende de muitos fatores. Abaixo está uma imagem que mostra alguns dos fatores químicos que podem levar as células-tronco a se diferenciarem em vários tecidos neurais; uma tabela mais aprofundada de geração de identidade organoide específica foi publicada. Técnicas semelhantes são usadas em células-tronco usadas para cultivar organoides cerebrais.

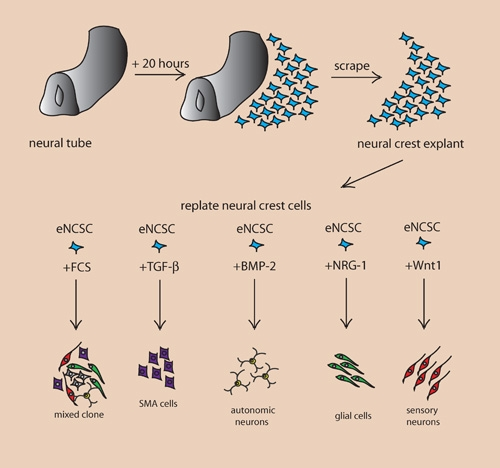
Fatores de crescimento instrutivos que regulam decisões de destino em NCSCs embrionários

## Desenvolvimento de modelos
O uso de células-tronco pluripotentes humanas para criar organoides neurais in vitro permite que os pesquisadores analisem os mecanismos atuais de desenvolvimento do tecido neural humano, bem como estudem as raízes das doenças neurológicas humanas. Organoides neurais são uma ferramenta investigativa usada para entender como a patologia das doenças funciona. Esses organoides podem ser usados em experimentos para os quais os métodos in vitro atuais são muito simplistas, além de serem mais aplicáveis a humanos do que modelos de roedores ou outros mamíferos. Historicamente, grandes avanços no funcionamento do cérebro resultaram do estudo de lesões ou distúrbios na função cerebral humana. Um modelo de cérebro humano in vitro permite a próxima onda na nossa compreensão do sistema nervoso humano.

## Métodos de cultura
Um corpo embrionário cultivado a partir de células-tronco pluripotentes é usado para fazer um organoide. Os corpos embrionários são compostos por três camadas: endoderme, mesoderme e ectoderme, que têm o potencial de se diferenciar em diferentes tipos de tecido.
Um organoide cerebral pode ser formado pela indução de células ectodérmicas para se diferenciarem em organoides cerebrais. O procedimento geral pode ser dividido em 5 etapas. Primeiro, as células-tronco pluripotentes humanas são cultivadas. Elas são então cultivadas em um corpo embrionário. Em seguida, a cultura celular é induzida a formar um neuroectoderma. O neuroectoderma é então cultivado em uma gota de matrigel. O matrigel fornece nutrientes e o neuroectoderma começa a proliferar e crescer. A replicação de regiões cerebrais específicas em organoides cerebrais é obtida pela adição de sinais extracelulares ao ambiente organoide durante diferentes estágios de desenvolvimento; descobriu-se que esses sinais criam mudanças nos padrões de diferenciação celular, levando assim à recapitulação da região cerebral desejada. A inibição de SMAD pode ser usada em processos usuais de cultura de organoides cerebrais para gerar microglia em organoides cerebrais. A falta de vasculatura limita o tamanho que o organoide pode atingir. Essa tem sido a principal limitação no desenvolvimento de organoides. O uso de um biorreator giratório pode melhorar a disponibilidade de nutrientes para as células dentro do organoide para melhorar o desenvolvimento do organoide. Biorreatores giratórios têm sido cada vez mais usados em aplicações de cultura de células e crescimento de tecidos. O reator é capaz de fornecer tempos de duplicação celular mais rápidos, maior expansão celular e maiores componentes da matriz extracelular quando comparado às células cultivadas estaticamente.

## Referências

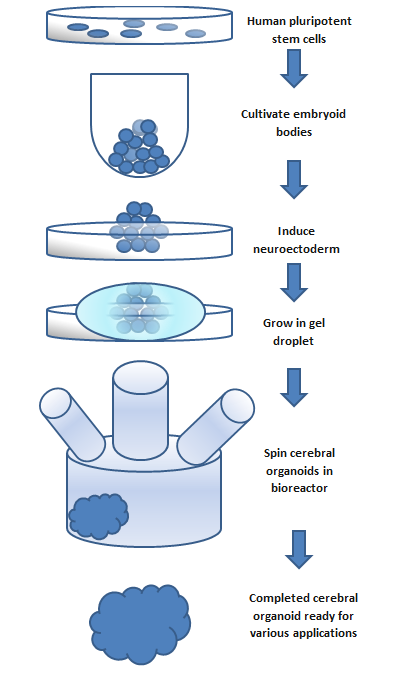
Este fluxograma descreve as etapas básicas para criar um organoide cerebral. O processo leva meses e o tamanho do organoide é limitado à disponibilidade de nutrientes